# Yamaguchi Tamon

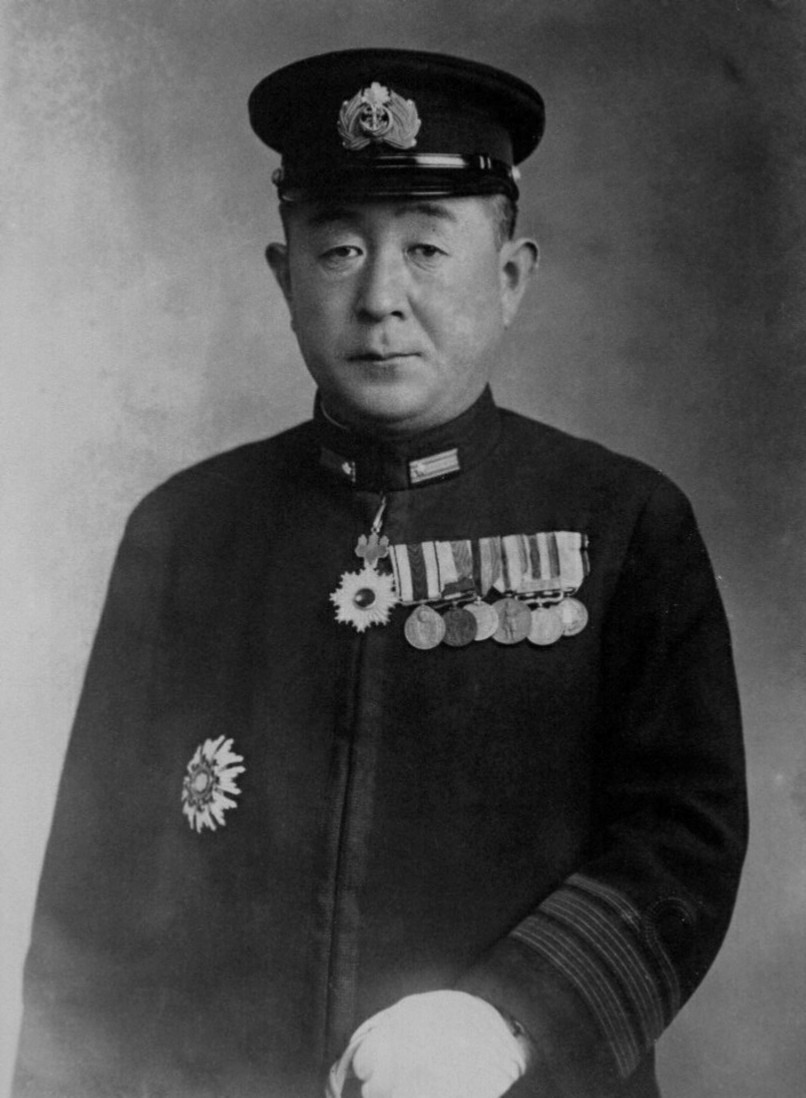
Konteradmiral Yamaguchi Tamon

Yamaguchi Tamon (japanisch 山口 多聞; * 17. August 1892 im Bezirk Koishikawa, Stadt Tokio, Präfektur Tokio; † 5. Juni 1942) war ein japanischer Marineoffizier und zuletzt Konteradmiral der Kaiserlich Japanischen Marine. Als Kommandeur der 2. Trägerdivision der Kombinierten Flotte starb er selbstgewählt in der Schlacht um Midway, indem er an Bord seines untergehenden Flaggschiffs, des Flugzeugträgers Hiryū, blieb.

## Zweiter Weltkrieg
Als Kommandeur der 2. Trägerdivision der japanischen Kombinierten Flotte verantwortete Yamaguchi die Operationen der Flugzeugträger Soryū und Hiryū, die er von der Hiryū aus befehligte. Yamaguchi war unter anderem beteiligt am Angriff auf den US-Marinestützpunkt Pearl Harbor.

### Schlacht um Midway und Freitod
In der Schlacht um Midway übernahm Yamaguchi das Oberkommando über die Luftoperationen, nachdem die von Vizeadmiral Nagumo befehligte Akagi von US-amerikanischen Sturzkampfbombern schwer getroffen wurde und sank. Yamaguchi befahl sogleich einen Gegenangriff auf den Flugzeugträger Yorktown, der beschädigt, aber nicht versenkt wurde, gefolgt von einem weiteren Angriff, bei dem die Yorktown erneut getroffen wurde, aber immer noch nicht unterging, da die Amerikaner die Schäden rasch behoben. Bei einem Gegenangriff wurde die Hiryū schließlich ihrerseits von amerikanischen Bombern getroffen und begann unwiderruflich zu sinken. Yamaguchi rief die Besatzung an Deck und befahl die Evakuierung, erklärte selbst jedoch auf dem Schiff zu bleiben. Die Offiziere drängten Yamaguchi seine Entscheidung zu revidieren; Kaku, der Kommandant der Hiryū, bat Yamaguchi an seiner statt mit dem Schiff untergehen zu dürfen, was Yamaguchi ablehnte, woraufhin Kaku an seiner Seite blieb. Nach Abschluss der Evakuierung wurde die Hiryū, wie von Yamaguchi angeordnet, mit einem Gnadenschuss torpediert. Yamaguchi und Kaku starben mit dem untergehenden Schiff.

## Rezeption
Fuchida Mitsuo und Okumiya Masatake, die wie Yamaguchi an der Schlacht um Midway teilnahmen, beschreiben Yamaguchi in ihrer Chronik über die Schlacht als „kühnen, weitsichtigen Führer, ein logisch denkender, energischer Befehlshaber von raschem Entschluss“ und einen der fähigsten Offiziere der japanischen Marine und potenziellen Nachfolger von Admiral Yamamoto. Vizeadmiral Ugaki Matome, Chef des Stabes der Kombinierten Flotte, beschrieb Yamaguchi als „weitblickenden Menschen, besorgt, um jeden gütig und schnell von Entschluss.“

## Filmische Darstellung
Yamaguchi Tamon wurde in Filmen und Fernsehserien unter anderem von den folgenden Schauspielern verkörpert.
- Toshiro Mifune, in: Storm Over the Pacific (ハワイ・ミッドウェイ大海空戦 太平洋の嵐), Spielfilm, Japan, 118 Min, 1960. Regie: Shūe Matsubayashi
- Susumu Fujita, in: Tora! Tora! Tora!, Spielfilm, USA, Japan, 145 Min, 1970. Regie: Richard Fleischer, Kinji Fukasaku, Toshio Masuda
- John Fujioka, in: Schlacht um Midway, Spielfilm, USA, Japan, 132 Min, 1976. Regie: Jack Smight
- Hiroshi Abe, in: Der Admiral – Krieg im Pazifik, Spielfilm, Japan, 140 Min, 2011. Regie: Izuru Narushima
- Tadanobu Asano, in: Midway – Für die Freiheit, Spielfilm, USA, China, 139 Min., 2019. Regie: Roland Emmerich